# Danton Cazelles
Pour les articles homonymes, voir Cazelles.
Danton Cazelles, né le 8 octobre 1867 à Cournonterral (Hérault) et mort le 11 juin 1961 à Toulouse est un écrivain occitan Majoral du Félibrige.
Prenant très tôt des responsabilités au sein du mouvement félibréen en Languedoc et Gascogne, il va, par ses écrits, participer activement à la réhabilitation de la langue d'oc et de l'histoire méridionale.
Son œuvre littéraire, composée de contes, poèmes et chansons en occitan, publiée dans les nombreuses revues de l'époque et dans son recueil poétique TÈRRO D'OC paru en 1952 permet de reconnaître en lui un témoin de la vie rurale de son époque, chantant avec talent le quotidien de son terroir.

## Biographie
Il grandit à Léguevin (Haute-Garonne) où son père, technicien de la viticulture avait été amené à s'installer lors de la crise due au phylloxéra dans sa région d'origine. Il se passionne très jeune pour la langue populaire parlée dans les villages par les paysans, prend goût à comparer les patois montpelliérains et toulousains et étudie la littérature occitane avec pour référence l'œuvre d'Auguste Fourès .
À la sortie de l’École Normale, il est nommé instituteur à Léguevin puis à Castanet-Tolosan (1887) avant d'être définitivement titularisé dans cette dernière commune en 1909.
Il s'y marie le 23 mai 1901 avec Jeanne Marie Richard, née en 1880 dans une famille bien implantée à Castanet dont l'ancienne place principale du village porte aujourd'hui le nom.
À l'école publique qui a notamment pour mission de bannir les patois ancestraux, il trouve tout de même l'espace pour développer une pédagogie adaptée et de bon sens qui sera apprécié de tous.
Ayant constaté que les enfants exprimaient leurs plus vives émotions en patois, il considéra qu'il convenait non pas de punir l'emploi de ces expressions venues du plus profond d'eux-mêmes mais de les utiliser comme support d'un bilinguisme épanoui.
Sans s'engager outre mesure dans les revendications demandant l'enseignement de la langue d'oc dans les écoles primaires (congrès de la Ligue de l'Enseignement à Toulouse en 1899), il sut de manière pratique exercer un enseignement ouvert et efficace qui lui valut l'affection de ses anciens élèves comme en témoignent les nombreuses lettres conservées dans sa correspondance.
Il recevra le diplôme d'honneur de l’Instruction Publique en 1893 et sera inscrit au Livre d'Or du même ministère en 1913.
Par ailleurs, la ville de Toulouse lui attribuera la médaille d'or de la Société Centrale d'Agriculture.
En 1938 il fait don à la commune de 3 titres de rente pour permettre de décerner un prix d'encouragement aux deux meilleurs lauréats au certificat d'études primaires des écoles publiques de Castanet consistant en la remise d'un livret de caisse d'épargne abondé de plusieurs centaines de francs.
Participant activement à la vie municipale, il va  œuvrer dans son village pour l'encouragement et le développement des traditions locales en organisant de nombreuses fêtes ou manifestations mémorables autour des années 1900 comme la Grande Cavalcade en 1904:
En ces occasions et bien d'autres, ses dons pour le dessin et la peinture lui permirent de réaliser des affiches, vignettes, menus, programmes, cartes postales ou décorations comme en particulier l'intérieur de la salle de l'ancien Grand Café du Commerce au centre de Castanet.
Dans les périodes plus difficiles et notamment au cours des deux guerres mondiales, il exerce des fonctions municipales et soutient activement les soldats ou prisonniers et leurs familles. 
Érudit et passionné d’histoire, il effectue de nombreuses recherches sur le passé du Languedoc et les traditions populaires. Il fera admettre par les autorités publiques que le terme « Tolosan » soit associé à celui de Castanet et un décret de 1922 lui donnera satisfaction. Aujourd’hui, la commune porte le nom de Castanet-Tolosan et son groupe scolaire primaire celui de Danton Cazelles.
Parallèlement il commence à rimer avec quelques sonnets (adoptant le pseudonyme de Jan Pitchou) qui lui vaudront d'être admis dans le cercle félibréen en tant que "félibre mantenèire" en 1893 puis "Mestre en gai-sabé" en 1944. Il rencontre Frédéric Mistral en 1893 qui l'encourage vivement à participer à la fondation d'une école félibréenne dans la capitale du Languedoc. Il s'associe donc très vite aux premiers fondateurs de l'Escolo Moundino dont il devient secrétaire-adjoint aux côtes de son grand ami Pierre Bacquié-Fonade. Il va dès lors publier de nombreuses chroniques et œuvres poétiques en particulier dans la revue Tèrro d'Oc.
En 1895, il rejoint également les fondateurs de l'Escolo de Gastou-Febus qui regroupe les félibres du Béarn et de Bigorre afin de leur manifester la fraternité de leurs voisins toulousains. En 1906 il est encore aux côtés de Pierre Bacquié-Fonade lorsque ce dernier fonde la société des Toulousains de Toulouse et publie de nombreux articles dans les pages de sa revue l'Auta. À la suite des difficultés rencontrées au sein de l'Escolo Moundino, tout en continuant à animer la revue  Tèrro d'Oc, il s'attache à l'Escolo dera Pirenéos de Bernard Sarrieu en 1932 et devient un collaborateur permanent de la revue Era Bouts dera Mountanho.
Ses poésies, contes ou nouvelles sont publiées dans de nombreuses autres revues félibréennes ou régionalistes, il prend notamment une part importante dans la publication de la Gazette Agricole Immobilière du Sud-Ouest de Louis Dolbi, participe à la revue l'Art Méridional d'Alphonse Moulinier (chronique bibliographique sous forme anonyme ou sous le pseudonyme de D. Lezelska) et collabore en ses dernières années à la revue littéraire des membres de l'enseignement : Vent Nouveau.
Toujours actif et après avoir pris sa retraite de l'enseignement, il devient représentant pour les Éditions Delagrave à Paris, ce qui lui vaut de parcourir tout le sud-ouest et de fixer par le dessin ou la peinture ses souvenirs de beaucoup de lieux visités.
Il termine sa vie auprès de ses neveux à Toulouse dans le quartier des Ponts-Jumeaux, une retraite consacrée aux activités artistiques et recherches historiques jusqu'à l'âge de 94 ans.
L'ensemble de son œuvre fut couronné par l'attribution de la cigale d'or de Majoral du Félibrige en 1954, la cigale de la Sustancioun, portée avant lui par le Majoral Auguste Bénazet.

## Œuvre
Son œuvre s'inscrit dans la continuité de celle d'Auguste Fourès ("Amour, Champs et Patrie") qu'il considéra comme son maître; il resta fidèle à la graphie traditionnelle, toujours au plus près de la langue du peuple .
"Sa langue savoureuse, populaire et très pure est puisée aux sources vives et profondes du terroir, son style poétique est plein de couleur, d'expressions, d'énergie....Un parfum salubre et agreste se dégage de cette poésie qui chante les travaux des paysans, des artisans de nos villages, la vie, l'effort, les souffrances des humbles bêtes qui les servent et qui les aident." (Raymond Lizop, 1961)
Poète du peuple qui connut deux guerres mondiales, son admiration pour Victor Hugo, le conduit aussi à chanter le courage, l'effort mais aussi la souffrance : "Captif que vois-tu dans le ciel....." (Poème Les Sept Rayons de l'Etoile)
Une part importante de l'œuvre de Danton Cazelles se trouve dans les publications réalisées par les revues félibréennes et régionalistes
outre les publications déjà citées en particulier Terro d'Oc et  Era Bouts dera Mountanho on trouve ses poésies, contes ou chroniques dans les revues suivantes : 
- Lé gril ("Countès del Pépi", "Létros del païs bas", revue de Gabriel Visner, Toulouse, 1891, 1892, 1893 no 17 et 18 de 1895)
- Lou felibrige (revue de Jean Monné, Marseille, 1894,1895,1896,1898)
- Revue du languedoc (revue Arthur Castanié, Lamalou-les-bains, 1897)
- La lyre francaise (revue littéraire de Victor Levère, 1892)
- Revue du traditionnisme (dirigée par P de Beaurepaire-Froment, 1912),

etc.
œuvres publiées
- Livre-Guide de Castanet et des Environs  Édition G Berthoumieu, Toulouse, 1912[7].
- Un Canton Languedocien Castanet-Tolosan Édition G Berthoumieu, Toulouse, 1929[2].
- Nadal Toulousan : traduction en languedocien, Ed l'Art Méridional[10]
- Cansous des Mestiès e de Fèstos [7].
- TÈRRO D'OC,istorio naturalo del campèstre: 235p Toulouse 1952[2].

œuvres manuscrites souvent illustrées
- Livres d'or de Cournonterral, de Léguevin, de Castanet et de Toulouse conservés dans les bibliothèques municipales respectives.
- Souvenirs, 1885
- Tout le monde greffeur : manuel technique sur la greffe de la vigne.
- La France militaire à travers les siècles, 1886
- La France miniature dessins à la plume des départements, 1887
- Proverbes, maximes et dictons en 12 croquis comiques, 1887
- Chronique toulousaine, 1887
- La photographie, 1887
- Les mois de la Mythologie
- Les saisons et les mois
- Au Village, scènes et coutumes méridionales, 1895
- Dins le Miedjoun contes et nouvelles, 1896
- Victor Hugo, sa vie et son œuvre
- Goudouli nostre
- Les Sept Rayons de l'Etoile, cartes postales ; vers et illustrations, au bénéfice des œuvres de guerre 14-18
- 12 chants enfantins pour les écoles de la région toulousaine
- Poussières de Rimes
- Sounets Amistouses
- Galario de 54 portraits
- Les Cants del Campèstre
- Countes del Pépi, de ma Grand Marioun
- Pitchounis Mestiès
- Del païs-bas al païs-naut
- le Recantou des penjats e des negats/ Le coin des suppliciés, 1942
- Las Fablos de Phèdro revues en sonnets occitans
- Un centenat de Ciutats occitanos
- Countes del Païs d'Oc
- Ma Belle Cité Rose
- Rèires e Felibres, 2 vol
- Pensados d'un Canabierou
- Ramausilhos de dèts ans d'Escolo Moundino, 1890-1900
- Notes d'histoire méridionale

Enfin il laisse de nombreux croquis, dessins et peintures dont certains font l'objet d'expositions à diverses occasions par la commune de Castanet-Tolosan.